# برندا ویرامونتس
برندا ویرامونتس (انگلیسی: Brenda Viramontes؛ زادهٔ ۲۴ آوریل ۱۹۹۵) بازیکن فوتبال اهل مکزیک است.